# Рьоне Шарон
Рьоне Mари Фредерик Шарон (на френски: René Marie Frédéric Charron) е френски финансист и дипломат, специално назначен комисар на Обществото на народите (ОН) за бежанците в България.

## Биография
Рьоне Шарон е роден през 1894 година в еврейско семейство. След края на Първата световна война и подписването на Ньойския договор е назначен за комисар на Обществото на народите (ОН) за бежанците в България. Изиграва роля в получаването на Бежанския заем от 1926 година и Стабилизационния заем от 1928 година, с които се подпомагат бежанците и се строят т. нар. Шаронски къщи. Обвинен е, че превишава дадените му правомощия.
Рьоне Шарон е засечен като таен агент на Съюзниците в България с псевдоними 492 и Boarman през Втората световна война, но не е ясно дали става въпрос за същия човек.
Някои източници датират смъртта му през 1946 г.Това може да се дължи на объркване с факта, че той напуска Обществото на нациите същата година. Надгробният му камък в гробището Collonge-Bellerive обаче ясно посочва, че той е починал през 1966 г. Надписът на гроба му също споменава, че той е бил офицер от Ордена на почетния легион и е получил Croix de Guerre по време на Първата световна война. Забележително е, че на гроба има надгробен кръст, което предполага, че той се е превърнал от юдаизма в християнството.